# Евезен
Евезен (фр. Euvezin) насеље је и општина у североисточној Француској у региону Лорена, у департману Мерт и Мозел која припада префектури Тул.
По подацима из 2011. године у општини је живело 95 становника, а густина насељености је износила 8,42 становника/km². Општина се простире на површини од 11,28 km². Налази се на средњој надморској висини од 213 метара (максималној 328 m, а минималној 208 m).

## Демографија
| 1962. | 1968. | 1975. | 1982. | 1990. | 1999. | 2011. |
| ----- | ----- | ----- | ----- | ----- | ----- | ----- |
| 127   | 133   | 118   | 107   | 81    | 84    | 95    |

График промене броја становника у току последњих година